# Grotta di Apidima
La grotta di Apidima (in greco Σπήλαιο Απήδημα?, Spilaio Apidima) è un complesso di quattro piccole grotte situato sulla costa occidentale della penisola di Maina, nel sud della Grecia. Un'indagine sistematica della grotta ha restituito fossili di Neanderthal e Homo sapiens dell'era paleolitica. Il fossile di H. sapiens sarebbe, a partire da luglio 2019, il primo esempio noto di umani moderni fuori dall'Africa.

## Descrizione
Il complesso della grotta di Apidima è costituito da grotte carsiche situate sulla sponda occidentale della penisola di Mani, nel sud della Grecia, formata dall'erosione nel Triassico medio- Eocene meridionale. Il complesso è costituito da quattro piccole grotte, designate "A", "B", "C" e "D".
Oggi le grotte si affacciano da una grande scogliera sul mare e sono accessibili solo in barca, ma durante l'era glaciale il livello del mare era di oltre 100 m inferiore e le grotte emergevano ben oltre la superficie dell'acqua, consentendone l'occupazione da parte dei primi esseri umani.

## Archeologia

### Programma di ricerca
Il programma di ricerca scientifica ad Apidima è iniziato nel 1978 ed è condotto dal Museo archeologico nazionale della Grecia in collaborazione con il Laboratorio di geologia-paleontologia storica dell'Università di Atene, l'Istituto di geologia e sfruttamento minerale e l'Università Aristotele di Salonicco.

### Ritrovamenti
Circa 20.000 ossa, loro frammenti e denti di vari animali sono stati raccolti a partire dal 1978 da questo sito da Theodore Pitsios e dal suo team. Esistono alcuni esemplari di animali con probabili tracce di macellazione. I due fossili di Homo sono stati estratti da breccia spessa e coesiva 4 m sopra il livello del mare.

### Fossili diHomo
I ricercatori hanno scoperto due importanti fossili nella grotta "A" di Apidima nel 1978. I due fossili sono ora indicati come Apidima 1 e Apidima 2. Strumenti di pietra sono stati trovati in tutte e quattro le grotte. La ricerca pubblicata nel luglio del 2019 indica che il frammento di cranio di Apidima 2 (designato LAO 1 / S2) ha una morfologia di Neanderthal e, usando la datazione uranio-torio, è risultato essere più vecchio di 170.000 anni. Il fossile di teschio di Apidima 1 (designato LAO 1 / S1) è risultato più vecchio, datato, usando lo stesso metodo, a più di 210.000 anni fa e presenta una miscela di caratteristiche umane e primitive moderne. Questo renderebbe Apidima 1 la più antica testimonianza dell'Homo sapiens al di fuori dell'Africa, più di 150.000 anni più vecchia delle precedenti scoperte di H. sapiens in Europa.
Secondo la ricercatrice, Katerina Harvati, i risultati suggeriscono che almeno due gruppi di persone vivevano nel Medio Pleistocene nell'attuale Grecia meridionale: prima una popolazione di Homo sapiens, poi seguita da una popolazione di Neanderthal.
Alcuni ricercatori hanno però sollevato dubbi sul fatto che le ossa di Adipima 1 siano effettivamente di H. sapiens.